# Audi Allroad quattro
Audi Allroad quattro (od 2006. godine Audi A6 allroad quattro) je crossover SUV na bazi Audija A6 Avanta. 

## Allroad quattro C5
Prva generacjia Audija Allroad quattro-a se proizvodila od 1999. godine do 2005. godine. 

### Motori
- 2,5 TDI, 120 kW (163 KS), V6-Dizel
- 2,5 TDI, 132 kW (180 KS), V6-Dizel
- 2,7 T, 184 kW (250 KS), V6-Benzin
- 4,2, 220 kW (300 KS), V8-Benzin

## A6 allroad quattro C6
Od 2006. godine se proizvodi druga generacija Allroad quattro-a pod novom imenom A6 allroad quattro. Prvi facelifting je bio 2008. godine.

### Motori
2006. – 2008.
- 2.7 TDI: 132 kW (180 KS), V6-Dizel
- 3.0 TDI: 171 kW (233 KS), V6-Dizel
- 3.2 FSI: 188 kW (255 KS), V6-Benzin
- 4.2 FSI: 257 kW (350 KS), V8-Benzin

od 2008.
- 2.7 TDI: 140 kW (190 KS), V6-Dizel
- 3.0 TDI: 176 kW (240 KS), V6-Dizel
- 3.0 TFSI: 213 kW (290 KS), V6-Benzin
- 4.2 FSI: 257 kW (350 KS), V8-Benzin

## Vanjske poveznice
- Audi Hrvatska  Arhivirana inačica izvorne stranice od 22. siječnja 2008. (Wayback Machine)